# Wenezuela na Letnich Igrzyskach Olimpijskich 1956
Wenezuelę na Letnich Igrzyskach Olimpijskich 1952 reprezentowało 19 zawodników, wyłącznie mężczyzn. Reprezentanci Wenezueli nie zdobyli żadnego medal na tych igrzyskach.

## Skład kadry

### Boks
Mężczyźni
- Carlos Rodríguez

waga lekkopółśrednia, do 63,5 kg (odpadł w 1 rundzie eliminacji; przegrał z Hansem Petersenem z Danii)
- Enrique Tovar

waga półśrednia, do 67 kg (odpadł w 1 rundzie eliminacji; przegrał z Pearce'em Lane'em z USA)

### Kolarstwo
Mężczyźni
- Franco Caccioni

kolarstwo szosowe, wyścig ze startu wspólnego (nie ukończył)
- Arsenio Chirinos

kolarstwo szosowe, wyścig ze startu wspólnego (nie ukończył)
- Antonio Montilla

kolarstwo szosowe, wyścig ze startu wspólnego (nie ukończył)
- Domingo Rivas

kolarstwo szosowe, wyścig ze startu wspólnego (nie ukończył)
- Franco Caccioni, Arsenio Chirinos, Antonio Montilla, Domingo Rivas

kolarstwo szosowe, wyscieg na 100 km na czas (nie ukończyli)
- Franco Caccioni, Arsenio Chirinos, Antonio Montilla, Domingo Rivas

kolarstwo torowe, 4 km na dochodzenie (zajęli 16. miejsce)

### Lekkoatletyka
Mężczyźni
- Clive Bonas

bieg na 100 metrów (odpadł w eliminacjach)
- Rafael Romero

bieg na 100 metrów (odpadł w eliminacjach)
bieg na 200 metrów (odpadł w eliminacjach)
- Apolinar Solórzano

bieg na 200 metrów (odpadł w eliminacjach)
- Alfonso Bruno, Apolinar Solórzano, Clive Bonas, Rafael Romero

sztafeta 4 × 100 metrów (odpadli w eliminacjach)

### Strzelectwo
- Hector de Lima Polanco

pistolet dowolny 50 m (zajął 24. miejsce)
- José Bernal

pistolet dowolny 50 m (zajął 25. miejsce)
- Carlos Monteverde

pistolet szybkostrzelny 25 m (zajął 10. miejsce)
- Carlos Crassus

pistolet szybkostrzelny 25 m (zajął 20. miejsce)
- Juan Llabot

karabinek małokalibrowy 3 postawy 50 m (zajął 32. miejsce)
karabinek małokalibrowy leżąc 50 m (zajął 33. miejsce)
- Enrique Lucca

karabinek małokalibrowy leżąc 50 m (zajął 25. miejsce)
- Germán Briceño

strzelanie do biegnącego jelenia 100 m (zajął 9. miejsce)
- Franco Mignini

trap (zajął 13. miejsce)
- Raúl Olivo

trap (zajął 19. miejsce)